# Ulrich Kallius
Ulrich Kallius (* 4. Oktober 1945) ist ein ehemaliger deutscher Fußballspieler. Von 1964 bis 1971 hat der Stürmer in der damals zweitklassigen Fußball-Regionalliga Nord 174 Spiele absolviert und 105 Tore erzielt. Mit dem VfL Osnabrück gewann er 1970 und 1971 zweimal die Meisterschaft in der Regionalliga Nord.

## Karriere
Der Sohn eines Deutschen und einer Schwedin stammt von der Insel Rügen. An der Flensburger Förde, bei den Blau-Gelben von Flensburg 08, entwickelte sich rasch sein Talent als Offensivfußballer. In der Saison 1963/64 wurde er vom DFB in die Jugendnationalmannschaft aufgenommen. Er debütierte am 8. März 1964 beim Länderspiel in Lörrach gegen die Schweiz in der A-Juniorenauswahl. Zum 2:1-Erfolg der deutschen Talente steuerte Mitspieler Franz Beckenbauer als Außenläufer im damals praktizierten WM-System, beide Treffer bei. Berti Vogts verteidigte und „Ole“ Kallius bildete auf Halblinks mit dem Außenstürmer Werner Waddey den linken Flügel. Beim UEFA-Juniorenturnier 1964 in den Niederlanden kam der Jugendspieler aus Flensburg am 26. März in Enschede beim 2:1-Erfolg gegen die Schweden zum Einsatz. Er zeichnete sich wie Beckenbauer als Torschütze aus.
Zur Runde 1964/65 nahm er überraschend das Angebot des Regionalligisten FC Altona 93 aus Hamburg an, da er unter anderem auch vom Hamburger SV und Eintracht Frankfurt aus der Bundesliga umworben war, und wechselte zu den Schwarz-Weiß-Roten von der Adolf-Jäger-Kampfbahn. In seinem Debütjahr in der Regionalliga, 1964/65, konnte er mit 21 Treffern in 29 Ligaeinsätzen auf Anhieb seine Torgefährlichkeit unter Beweis stellen. Altona belegte mit einem Punkt Rückstand hinter Vizemeister St. Pauli den dritten Rang. Trainiert wurde der AFC von Kurt Krause und zu den Mitspieler gehörten Peter Ebert, Horst Wendlandt, Wolfgang Wellnitz und Karl-Heinz Pape. In der Hinrunde endete das Heimspiel im November 1964 gegen St. Pauli 3:3-Remis und am 28. März 1965 verloren Kallius und Kollegen vor über 11.000 Zuschauern im Rückspiel das Spitzenspiel mit 2:3 Toren. Am 25. April 1965 war Kallius der Siegtorschütze beim 1:0-Auswärtserfolg gegen Meister Holstein Kiel, wo die beiden Torjäger Gerd Saborowski und Gerd Koll auf Seiten der „Störche“ leer ausgingen. Am letzten Rundenspieltag, den 9. Mai 1965, erzielte der Neuzugang aus Flensburg beide Treffer zum 2:1-Erfolg beim VfB Oldenburg.
Nach dem schwächeren zweiten Jahr, – 1965/66: 7. Rang; 20 Spiele mit vier Toren; beim AFC waren neben Verletzungspausen erschwerend mit Behrens, Erb und Ullmann drei Trainer im Einsatz gewesen – spielte der Angreifer von 1966 bis 1969 für drei Jahre beim FC St. Pauli. Bei den Braun-Weißen vom Millerntor-Stadion fand der ehemalige Jugendnationalspieler sofort wieder zu seiner Torgefährlichkeit zurück. In 81 Regionalligaeinsätzen erzielte Kallius unter den Trainern Kurt Krause (1966/67 bis Dezember 1967), Heinz Hempel (Dezember 1967 bis Mai 1968) und Erwin Türk (1968/69), sowie an der Seite von Mitspielern wie Ingo Porges, Peter Osterhoff, Peter Gehrke, Werner Pokropp, Wolfgang Wellnitz, Udo Nix, Reinhard Löffler, Dieter Flamme und Detlef Rosellen 50 Tore. Der angestrebte Einzug in die Bundesligaaufstiegsrunde glückte aber nicht. Der dritte Platz 1968/69 hinter Meister VfL Osnabrück und einem Punkt Rückstand zu Vizemeister VfB Lübeck war die beste Platzierung in den drei Runden bei St. Pauli.
Kallius nahm das Vertragsangebot des Meisters der Saison 1968/69, des VfL Osnabrück an, und wechselte zur Saison 1969/70 zu den Lila-Weißen. Im Stadion an der Bremer Brücke war der Verlust von Torjäger Wolfgang Kaniber zu ersetzen. Mit dem Verein für Leibesübungen feierte der Mann aus Flensburg 1970 und 1971 zweimal den Gewinn der Meisterschaft in der Regionalliga Nord. In 44 Ligaspielen erzielte er für die Niedersachsen 30 Tore. In den Aufstiegsrunden konnte er sich mit den Mitspielern Andreas Burose (Torhüter), Friedhelm Holtgrave (Spielführer), Karl August Tripp (Libero) und den drei Offensivkollegen Harald Braner, Carsten Baumann und Willi Mumme nicht durchsetzen; der Aufstieg in die Fußball-Bundesliga glückte Kallius in seinen 14 Spielen mit zwei Toren nicht.
Am 30. September 1969 war er zusammen mit VfL-Kollege Willi Mumme in der NFV-Auswahl beim Spiel in Kiel gegen Jütland im Einsatz. Beim 4:0-Erfolg spielten sie an der Seite der Bundesligaakteure Klaus Zaczyk, Franz-Josef Hönig, Hans-Jürgen Hellfritz, Hans Schulz, Horst Wolter, Max Lorenz, Erich Maas, Horst-Dieter Höttges und Arnold Schütz. Am 10. September 1969 und am 29. Oktober 1969 nahm Kallius an den Spielen Norddeutschlands gegen Westdeutschland und Berlin im DFB-Regionalpokal teil. Er schoss bei dem 1:0-Sieg gegen Westdeutschland das einzige Tor. Der Wettbewerb wurde aber nicht mehr beendet.
Nach dem zweiten vergeblichen Anlauf mit Osnabrück in der BL-Aufstiegsrunde im Sommer 1971, nahm er das Angebot des Bundesligisten Rot-Weiß Oberhausen an und wechselte gemeinsam mit Willi Mumme zur Saison 1971/72 an den Niederrhein. Die „Kleeblatt“-Elf von Trainer Günter Brocker belegte den 15. Platz und Kallius hatte an der Seite von Mitspieler wie Franz-Josef Tenhagen, Ludwig Denz, Reiner Hollmann und Uwe Kliemann zwölf Bundesligaspiele absolviert (1 Tor).
Nach einem Jahr am Niederrhein führte sein sportlicher Weg nach Belgien, wo er für KAS Eupen und ROC Montignies-sur-Sambre spielte. Beim belgischen Zweitligisten Eupen wurde er 1972/73 Torschützenkönig. Es schlossen sich für den Angreifer drei Jahre in Charleroi an, wo er 1973/74 den Aufstieg in die 1. Liga feiern konnte. Nach einer schweren Knieverletzung mit mehreren Operationen musste Kallius seine Profilaufbahn nach einigen Erstligapartien Ende 1975 beenden.

## Beruf und nach der Laufbahn
Der gelernte Bankkaufmann – in seiner Zeit in Osnabrück war er Angestellter der Stadtsparkasse Osnabrück – lief nach seiner Rückkehr nach Hamburg noch 14 Jahre für die HSV-Altliga auf, mit der er regelmäßig in der Welt umherreiste.